# Bettancourt-la-Longue
Bettancourt-la-Longue és un municipi francès, situat al departament del Marne i a la regió del Gran Est. L'any 2007 tenia 87 habitants.

## Demografia

### Població
El 2007 la població de fet de Bettancourt-la-Longue era de 87 persones. Hi havia 32 famílies, de les quals 4 eren unipersonals (4 dones vivint soles i 4 dones vivint soles), 12 parelles sense fills i 16 parelles amb fills.
La població ha evolucionat segons el següent gràfic:
Habitants censats

### Habitatges
El 2007 hi havia 43 habitatges, 34 eren l'habitatge principal de la família, 3 eren segones residències i 6 estaven desocupats. Tots els 43 habitatges eren cases. Dels 34 habitatges principals, 32 estaven ocupats pels seus propietaris i 2 estaven cedits a títol gratuït; 1 tenia dues cambres, 1 en tenia tres, 8 en tenien quatre i 23 en tenien cinc o més. 30 habitatges disposaven pel capbaix d'una plaça de pàrquing. A 12 habitatges hi havia un automòbil i a 17 n'hi havia dos o més.

### Piràmide de població
La piràmide de població per edats i sexe el 2009 era:
| Homes | Edats   | Dones |
| ----- | ------- | ----- |
| 0     | 95 o +  | 0     |
| 0     | 90 a 94 | 0     |
| 0     | 85 a 89 | 0     |
| 0     | 80 a 84 | 0     |
| 0     | 75 a 79 | 0     |
| 4     | 70 a 74 | 4     |
| 4     | 65 a 69 | 4     |
| 0     | 60 a 64 | 0     |
| 0     | 55 a 59 | 4     |
| 4     | 50 a 54 | 4     |
| 4     | 45 a 49 | 8     |
| 4     | 40 a 44 | 4     |
| 4     | 35 a 39 | 0     |
| 4     | 30 a 34 | 0     |
| 0     | 25 a 29 | 0     |
| 0     | 20 a 24 | 0     |
| 4     | 15 a 19 | 8     |
| 0     | 10 a 14 | 4     |
| 0     | 5 a 9   | 0     |
| 0     | 0 a 4   | 0     |

## Economia
El 2007 la població en edat de treballar era de 62 persones, 48 eren actives i 14 eren inactives. De les 48 persones actives 39 estaven ocupades (22 homes i 17 dones) i 8 estaven aturades (5 homes i 3 dones). De les 14 persones inactives 5 estaven jubilades, 3 estaven estudiant i 6 estaven classificades com a «altres inactius».
Activitats econòmiques
L'any 2000 a Bettancourt-la-Longue hi havia 8 explotacions agrícoles que ocupaven un total de 325 hectàrees.

## Poblacions més properes
El següent diagrama mostra les poblacions més properes.